# Sharon Farrell
Sharon Farrell (* 24. Dezember 1940 in Sioux City, Iowa; † 15. Mai 2023 im Orange County, Kalifornien), eigentlich Sharon Forsmoe, war eine US-amerikanische Schauspielerin. Ihr filmisches Schaffen umfasst knapp über 100 Film- und Fernsehproduktionen zwischen 1959 und 2014.

## Leben
Farrell hatte ihr Spielfilmdebüt 1959 im Filmdrama Kiss Her Goodbye, in dem sie unter dem Pseudonym Sharon Forsino auftrat. Sie spielte an der Seite von Andrew Prine, den sie 1962 heiratete. Die Ehe wurde jedoch bereits nach wenigen Monaten geschieden. Ab Anfang der 1960er-Jahre trat sie in Gastrollen in verschiedenen Fernsehserien auf und hatte eine wiederkehrende Rolle in der 1963 nach wenigen Folgen eingestellten Serie Saints and Sinners. Eine weitere wiederkehrende Rolle hatte sie in den 1970er-Jahren in der Krimiserie Hawaii Fünf-Null als Detective Lori Wilson. Von 1991 bis 1999 war sie als Florence „Flo“ Webster Adams in der Seifenoper Schatten der Leidenschaft zu sehen.
Neben ihren zahlreichen Auftritten in Serienformaten trat Farrell auch in größeren Rollen in Spielfilmen auf. 1969 spielte sie neben Steve McQueen die weibliche Hauptrolle einer sympathischen Prostituierten in der William-Faulkner-Verfilmung Der Gauner; im selben Jahr hatte sie auch eine wichtige Rolle im Kriminalfilm Der Dritte im Hinterhalt mit James Garner in der Rolle des Privatdetektives Philip Marlowe. Eine weitere Hauptrolle hatte sie 1974 im Horrorfilm Die Wiege des Bösen. 1983 war sie an der Seite von Chuck Norris im Actionfilm McQuade, der Wolf zu sehen, weitere Nebenrollen spielte sie in der Horror-Filmkomödie Der Komet und der Teenie-Komödie Can’t Buy Me Love.
Nach der Scheidung von Andrew Prine soll Farrell noch drei weitere Male geheiratet haben, was ihr Sohn allerdings nach ihrem Tod dementierte. In ihrer 2013 erschienenen Biografie Sharon Farrell Hollywood Princess from Sioux City, Iowa (Sharon Farrell Hollywood Princess aus Sioux City, Iowa) behauptete sie, romantische Beziehungen zu vielen berühmten Menschen gehabt zu haben, darunter Che Guevara, Steve McQueen und Bruce Lee. Sie hat einen Sohn, den Schauspieler Chance Boyer (* 1970), der aus einer Beziehung mit dem Schauspieler John Boyer (1945–2012) stammt. Sie starb am 15. Mai 2023 im Alter von 82 Jahren in einem Krankenhaus im kalifornischen Orange County. Ihr Tod wurde erst rund zweieinhalb Monate später, Anfang August 2023 publik.

## Filmografie (Auswahl)

### Kino
- 1959: Kiss Her Goodbye
- 1968: Der schnellste Weg zum Jenseits (A Lovely Way to Die)
- 1969: Der Gauner (The Reivers)
- 1969: Der Dritte im Hinterhalt (Marlowe)
- 1971: Die Liebesmaschine (The Love Machine)
- 1974: Die Wiege des Bösen (It’s Alive)
- 1980: Der lange Tod des Stuntman Cameron (The Stunt Man)
- 1980: Out of the Blue (in Deutschland auch: Dynamite Punk bzw. Explodierende Träume)
- 1983: Sweet Sixteen – Blutiges Inferno (Sweet Sixteen)
- 1983: McQuade, der Wolf (Lone Wolf McQuade)
- 1984: Der Komet (Night of the Comet)
- 1987: Can’t Buy Me Love
- 1991: Wie ein Stachel im Fleisch (Lonely Hearts)
- 1997: Hong Kong – Eine Liebe fürs Leben (Last Chance Love)

### Fernsehen
- 1962: Alfred Hitchcock Presents (1 Folge)
- 1962–1963: Saints and Sinners (12 Folgen)
- 1963: Mein Onkel vom Mars (My Favorite Martian; 1 Folge)
- 1963–1964: Rauchende Colts (Gunsmoke; 3 Folgen)
- 1964–1967: Solo für O.N.C.E.L. (The Man from U.N.C.L.E.; 3 Folgen)
- 1965: Auf der Flucht (The Fugitive; 1 Folge)
- 1965: Bezaubernde Jeannie (I Dream of Jeannie; 1 Folge)
- 1965: Tausend Meilen Staub (Rawhide; 1 Folge)
- 1967: Die Leute von der Shiloh Ranch (The Virginian; 1 Folge)
- 1973: The New Perry Mason (1 Folge)
- 1974: Polizeiarzt Simon Lark (Police Surgeon; 1 Folge)
- 1974: Petrocelli (Petrocelli; 1 Folge)
- 1975: Bronk (1 Folge)
- 1975: Ein Sheriff in New York (McCloud; 1 Folge)
- 1977–1980: Hawaii Fünf-Null (Hawaii Five-O; 13 Folgen)
- 1978: Der Mann aus Atlantis (Man from Atlantis; 1 Folge)
- 1979: Der letzte Coup der Dalton Gang (The Last Ride of the Dalton Gang; Fernsehfilm)
- 1983: T. J. Hooker (1 Folge)
- 1991–1999: Schatten der Leidenschaft (The Young and the Restless; Seifenoper)
- 1992: Matlock (1 Folge)
- 1999: JAG – Im Auftrag der Ehre (JAG; 1 Folge)
- 2013/2014: Broken at Love (2 Folgen)